# Німецький кут

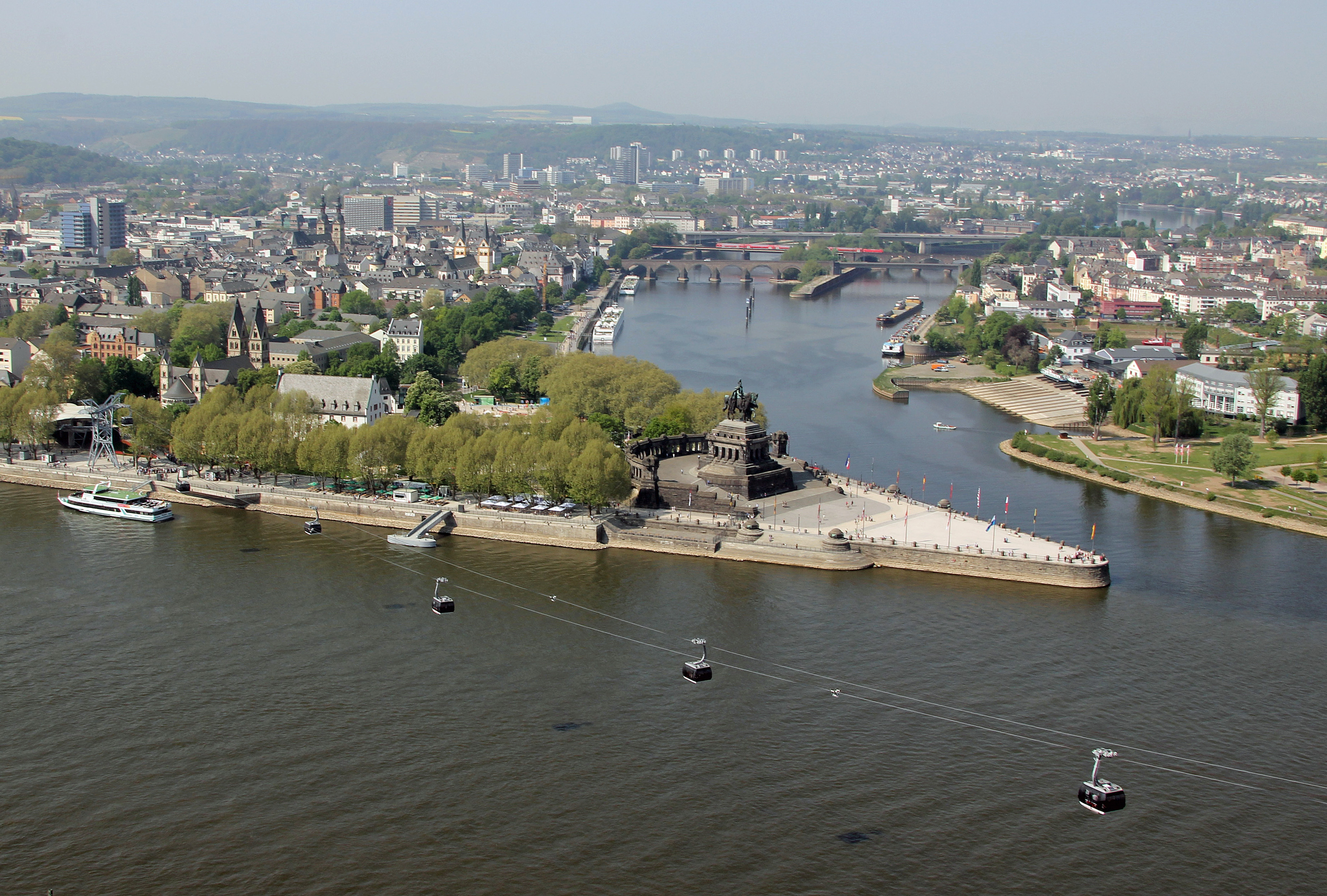
Устя Мозеля і Німецький кут. Вид з фортеці Еренбрайтштайн. З лівого краю видно церкву св. Кастора і Будинок тевтонських лицарів

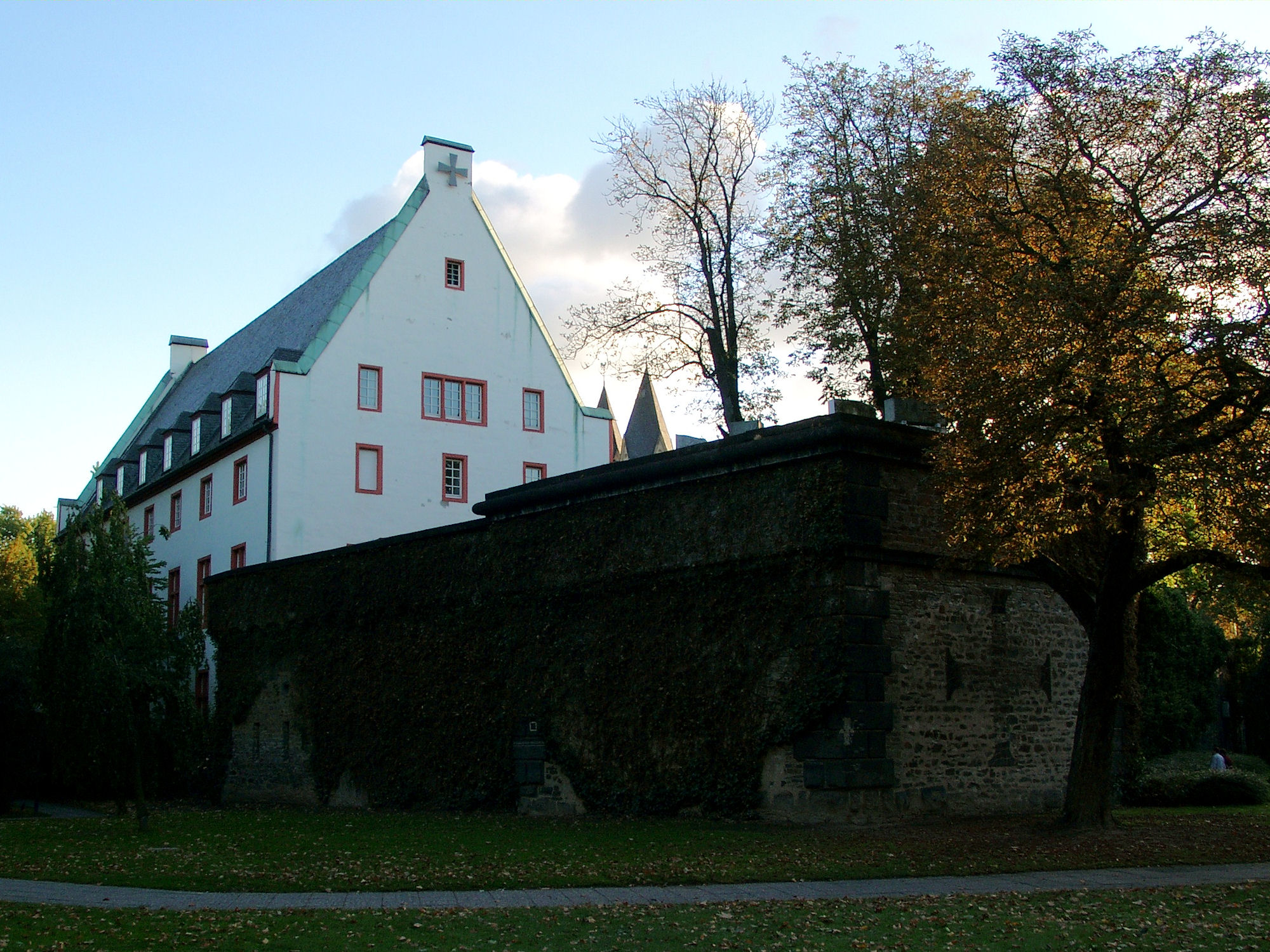
«Справжній» Німецький кут — Будинок тевтонських лицарів з хрестом Тевтонського ордена

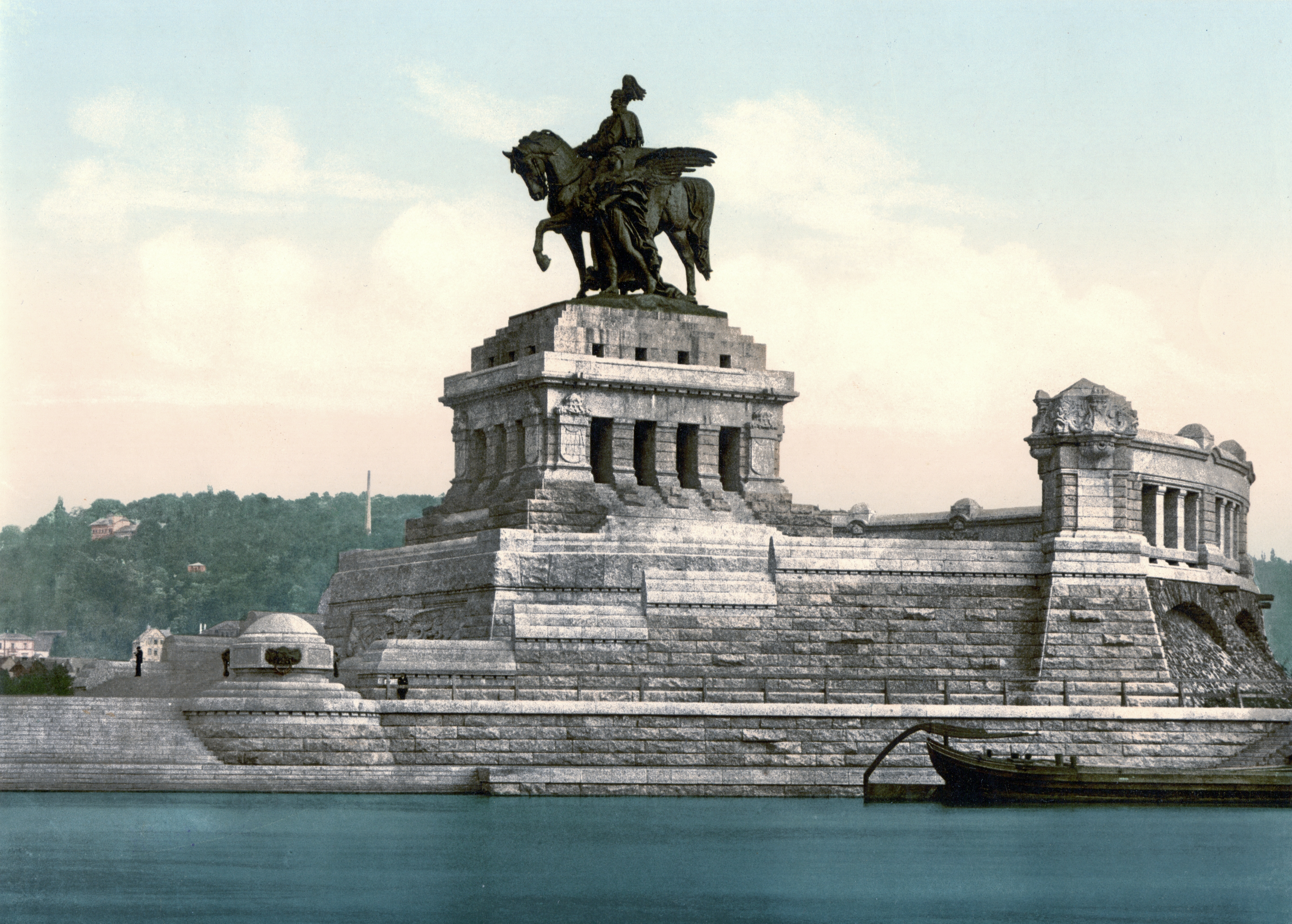
Пам'ятник кайзеру Вільгельму I. Бл. 1900

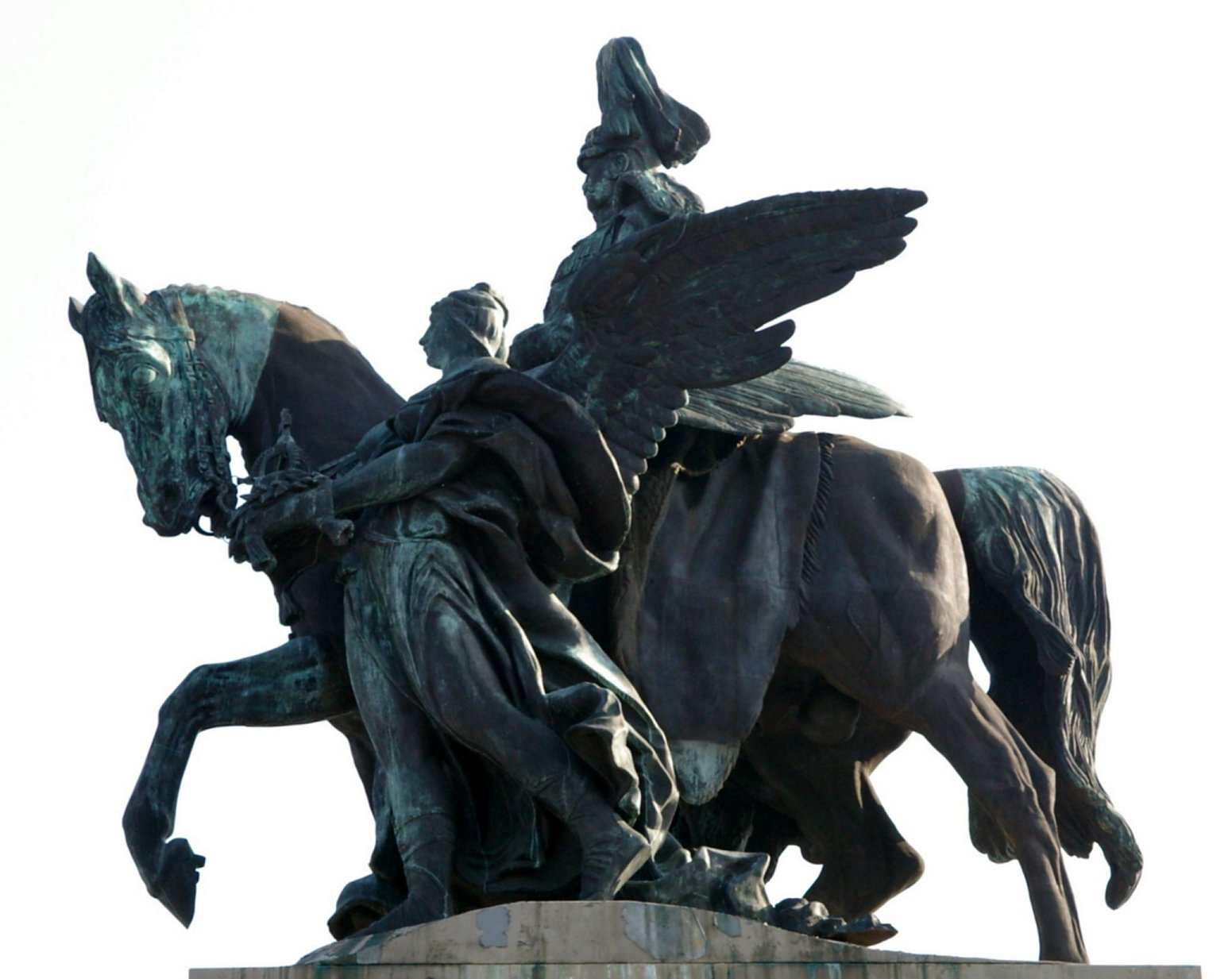
Кінна статуя Вільгельма I 1993 року

Німецький кут (нім. Deutsches Eck) — назва коси в місці впадання Мозеля в Рейн у Кобленці. У 1897 році на цій косі була побудована монументальна кінна статуя кайзера Вільгельма I. Постамент статуї з 1953 по 1990 роки носив назву «Меморіалу німецької єдності».

## Назва
Щоб налагодити в своїй єпархії лікарську справу, в 1216 році архієпископ Теодоріх фон Від закликав до Кобленцу лицарів Тевтонського ордена і подарував їм частину території церкви св. Кастора разом з прилеглою до неї лікарнею св. Миколи. Незабаром Тевтонський орден звів у гирлі Мозеля Будинок тевтонських лицарів (нім. Deutschherrenhaus), де розміщувалося місцеве правління ордена, що підкорялося безпосередньо магістру ордену. Спочатку назва «Німецький кут» означала «Тевтонський кут» (по-німецьки «Тевтонський орден» — «Німецький орден»).

## Пам'ятник кайзеру Вільгельму I
У 1888 році, через кілька тижнів після смерті кайзера Вільгельма I у державних і громадських колах поширилася ідея звести пам'ятник кайзеру у знак подяки за завойоване в трьох війнах (1864, 1866, 1871) об'єднання Німеччини. Рішення про місце розміщення пам'ятника в Кобленці було прийнято новим кайзером — Вільгельмом II. Пам'ятник, створений на народні гроші, був урочисто відкритий в присутності кайзера Вільгельма II 31 серпня 1897 року. Незабаром назва «Німецький кут» перемістилася в народній свідомості з Будинку тевтонських лицарів на новий пам'ятник.
Висота пам'ятника складає 37 м, висота самої статуї — 14 м. Проект пам'ятника виконав архітектор Бруно Шміц, відомий своєю роботою-пам'ятником Вільгельму I в Порта-Вестфаліці і Пам'ятником Битві народів у Лейпцигу. Кінна статуя була виконана скульптором Емілем Гундрізером. Кайзер був зображений в генеральській формі з шинеллю, що спадає з плеч. Вільгельм керував конем, тримаючи на руці подушку на якій лежить імператорська корона. Фасад пам'ятника прикрашає рельєф із зображенням імперського орла, що схопив змію. Над ним великими літерами викарбувано напис «Вільгельм Великий» — титул, що так і не прижилися незважаючи на всі зусилля. У верхній частині постаменту увічнені два останні рядки кобленцського поета Макса фон Шенкендорфа.
Незадовго до закінчення Другої світової війни, 16 березня 1945 року кінна статуя отримала серйозні пошкодження від попадання американської артилерійської гранати. За непідтвердженою версією керівника Музею Середнього Рейну, знищення пам'ятника зажадав генерал Ейзенхауер, побоюючись особливо запеклого опору німців в укріпленому районі на рейнській косі. Покалічена статуя відірвалася від постаменту і повисла над Рейном. Мідні деталі почали поступово зникати, і незабаром залишки скульптури були демонтовані і відправлені на переплавку. Незважаючи на це згодом були виявлені окремі частини скульптури, зокрема, голова кайзера, яка зараз зберігається в Середньорейнському музеї в Кобленці.

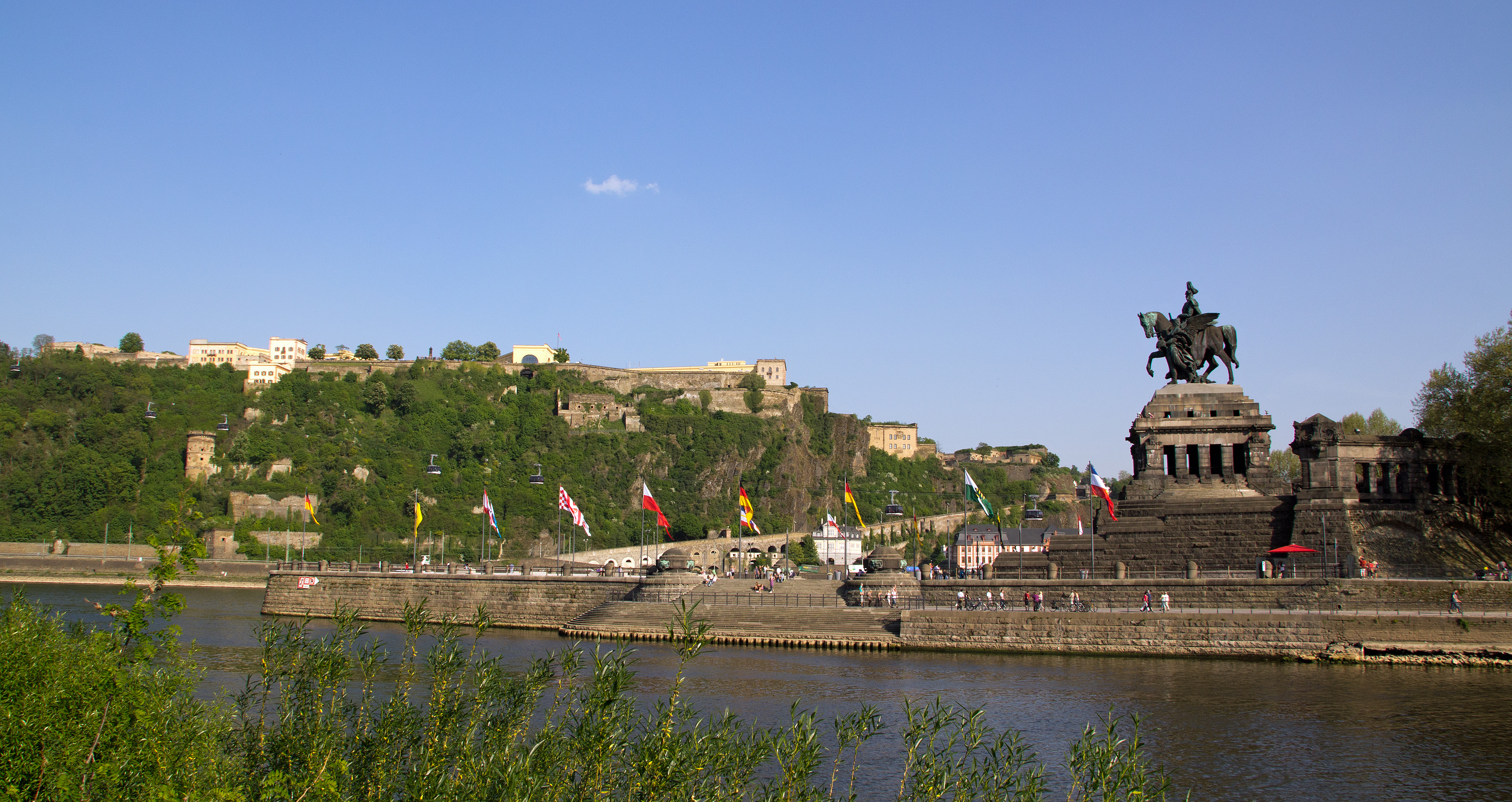
Німецький кут. На передньому плані річка Мозель, на задньому плані — фортеця Еренбрайтштайн на правому березі Рейну

Французька окупаційна влада планувала демонтувати постамент і звести на його місці «Пам'ятник миру і взаєморозуміння народів». Однак плани не були реалізовані через брак коштів. 18 травня 1953 року постамент пам'ятника був оголошений федеральним президентом Теодором Гойсом «Меморіалом німецької єдності». Єдність Німеччини на постаменті символізували герби всіх німецьких земель, а також втрачені після війни східні території — Сілезії і Східної Пруссії. Через чотири роки тут з'явився і герб Саара. Замість скульптури на постамент був розміщений прапор ФРН. Після падіння Берлінського муру поруч з пам'ятником були виставлені три уламки бетонної стіни.
Відтворення скульптурної композиції було доручено дюссельдорфському скульптору Раймунду Кітлю. На відміну від оригіналу, нова статуя була відлита із стійкого бронзового сплаву. Урочисте відкриття пам'ятника відбулося 25 вересня 1992 року. Про «Меморіал німецької єдності» нагадують тепер лише уламки Берлінської стіни, які згідно бронзовій табличці присвячуються «Жертвам розділу країни (17 червня 1953 року — 9 листопада 1989 року)».
Із 2002 року Німецький кут включений до списку Світової культурної спадщини людства.